# Aeroelasticitate
Aeroelasticitate este un capitol al mecanicii corpului solid deformabil din cadrul fizicii care studiază echilibrul și mișcarea acestuia ținând cont și de forțele superficiale ce acționează ca urmare a mișcării relative a fluidului cu care corpul solid deformabil se află în contact. Capitolul aeroelasticității are o importanță deosebită în aeronautică și tehnica cosmonauticii. Accidentul avionului lui  Samuel Langley din 1903 a avut drept cauză creșterea divergenței aeroelastice. Cu toate acestea, primul studiu teoretic aprofundat al fenomenului aeroelasticității a fost efectuat de-abia în 1926 de către germanul Hans Reissner. Odată cu creșterea vitezelor avioanelor și apariția rachetelor, începând din anii 1950 studiul aeroelasticității a cunoscut o dezvoltare vertiginoasă. În 1955 au fost publicate lucrările An introduction to the theory of aeroelasticity a lui Y.C. Fung și Aeroelasticity a lui Raymond Bisplinghoff, Holt Ashley și Robert Halfman, lucrări care au lansat aeroelasticitatea ca un capitol aparte al mecanicii corpului deformabil. Apariția în 1962 a lucării Principles of aeroelasticity de Raymond Bisplinghoff și Holt Ashley, a definitivat sistemul principiilor și a modelelor teoretice ale aeroelasticității. În România, monografii asupra aeroelasticității au fost publicate pentru prima oară în anii 1960 de către profesorul Augustin Petre.

## Fenomene  aeroelastice statice
Principalele fenomene aeroelastice statice se pot clasifica astfel:
- fenomene de nestabilitate aeroelastică cunoscute sub numele de divergență aeroelastică.[1] Se numește viteză critică de divergență acea viteză care face ca sistemul să fie în echilibru indiferent.
- fenomene de repartiție aeroelastică a sarcinilor aerodinamice. În mod obișnuit, repartiția sarcinilor produse de fluid  asupra unei suprafețe portante se calculează în ipoteza că acea suprafață portantă este rigidă. Dacă suprafața portantă este elastică și  viteza fluidului este maoi mică decât viteza critică de divergență, fenomenul este convergent și deformațiile finale conduc la o repartiție diferită decât cea pentru cazul rigid.